# Joseph Coppens
Pour les articles homonymes, voir Coppens et Joseph Coppens (homonymie).
Joseph Coppens (1896-1981) est un prêtre belge , professeur d'université et auteur de plusieurs ouvrages principalement en relation avec la théologie.

## Biographie
Joseph Coppens naît le 12 octobre 1896 à Termonde. 
Il étudie à l'université catholique de Louvain. En 1939, il devient membre de Koninklijke Vlaamse Academie van België voor Wetenschappen en Kunsten. Il a travaillé pour l'Université catholique de Louvain de 1927 à 1967.
Joseph Coppens meurt le 23 mai 1981 à Korbeek-Lo.

## Publications
- Éloge académique de Monsieur le Professeur Edouard Tobac, professeur à la faculté de Théologie de l'Université de Louvain, prononcé aux Halles universitaires, le 30 juin 1930, Louvain, Belgique, Meulemans, 1930.
- Quelques publications récentes sur les Livres de l'ancien Testament, Bruges, Beyaert & Leuven, Le Collège du pape, 1934.
- Le chanoine Albin Van Hoonacker. Son enseignement, son œuvre et sa méthode exégétique, Paris, Gembloux : Desclée De Brouwer, Duculot, 1935.
- Histoire Sainte, d'après le cours des Sœurs de Vorselaar, Bruges, Desclée de Brouwer, 1935.
- En marge de l'Histoire sainte. Introduction à l'étude des Livres de l'Ancien Testament, 2e édition révisée, Bruges/Louvain, 1936.
- Pour mieux comprendre et mieux enseigner l'Histoire sainte de l'Ancien Testament, Paris, Desclée, 1936.
- L'Histoire critique de l'Ancien Testament. Ses origines, ses orientations nouvelles, ses perspectives d'avenir, Tournai/Paris, 1938.
- Paulin Ladeuze, orientaliste et exégète 1870-1940, Une contribution à l'histoire de la théologie du début du XXe siècle, Bruxelles, Palais des Académies, 1941.
- Histoire critique des Livres de l'ancien Testament. 3e édition revue et augmentée, Bruges, Desclée De Brouwer, 1942.
- L'Ancien Testament et les critiques, Paterson, NJ, Saint Antoine de Guilde Press, 1942.
- Notata la traditionnelle divina. Un manuscrit louvaniste inédit comme une contribution à l'histoire de la Faculté de théologie de Louvain, Bruxelles, Palais des Académies, 1945.
- La carrière et l'œuvre scientifique de M. le professeur Albert De Meyer - le Professeur Albert Meyer une karakterbeeld[pas clair], Louvain, 1946.
- La connaissance du Bien et du Mal et le Péché du Paradis. Contribution à l'interprétation de Genèse, II-III, Ed. Gembloux, Desclée de Brouwer, 1948.
- A. Van Hoonacker, De Compositione litteraria et de l'origine mosaica Hexateuchi disquisito historien, critique. Un historique de l'examen critique du prof. Van Hoonacker à l'origine de la Hexateuch, sur la base de la dispersion des survivants de notes, de composition et d'introduction par J. Coppens, Bruxelles, Palais des Académies, 1949 et 1951.
- Les douze petits prophètes - Bréviaire du prophétisme, Bruges-Paris, Desclée de Brouwer, 1950.
- Vom Christlichen Verstandnis Des Alten Testaments - Les Harmonies Des Deux Testaments - Supplément Bibliographique , Louvain, 1952.
- In Memoriam Canon Albert Meyer[pas clair] 1887-1952, Bruxelles, Palais des Académies, 1952.
- Le onsterfelijkheidsgeloof dans le psautier, Bruxelles, Palais des Académies, 1957.
- (en collaboration avec A. DESCAMPS & É. MASSAUX) (eds.), Sacra Page. Miscellanea Biblica congressus internationalis catholici de re Biblica, 2 volumes, Duculot, Gembloux, Librairie Lecoffre, Paris, 1959.
- (en collaboration avec Luc Dequeker) Le Fils de l'homme et les Saints du Très Haut, et Daniel, VII, dans les Apocryphes et dans le Nouveau Testament, Gembloux, Duculot, 1961.
- Erasmus " dernières contributions à la réunification des Chrétiens, Bruxelles, Paleis der Academien, 1962.
- (ed.) Aux origines de l'église, Bruges, Desclée de Brouwer, 1965.
- Le messianisme royal, Paris, Le Cerf, 1968.
- (ed.) Scrinium Erasmianum De La Fondation. Historique de la rédaction, publié sous les auspices de l'Université de Louvain, à l'occasion du cinquième centenaire de Erasmus " naissance, Brill, Leyde, 1969. 2 vols.
- (ed.) Sacerdoce et célibat - Études historiques et théologiques, Duculot, Gembloux, & Peeters, Louvain, 1971.
- Eustachius de Zichem. Et sont strijdschrift contre Erasmus, Amsterdam, North-Holland Publ. Moi., 1974.
- Le messianisme et sa relève prophétique. Les anticipations vétérotestamentaires, leur accomplissement et Jésus, Gembloux, Duculot, 1974 et 1989 (révisée).
- Eustache le Zichinis Erasmi Roterodami canonis quinti interpretatio. Le dernier écrit louvainiste anti-érasmien édité introduit et annoté, Académie Royale Flamande de Belgique des Sciences et des Arts, Bruxelles, 1975.
- L'ancien et le intertestamentische l'attente d'une eschatologique heilsmiddelaar. Sa réalisation dans le Christianisme naissant, Bruxelles, Palais des Académies, 1975.
- (ed.) La notion biblique de Dieu. Le Dieu de la Bible et le Dieu des philosophes, des Rapports des Journées bibliques de 1974), Leuven University Press & Gembloux, Duculot, 1976.
- Le fils de l'homme-logia de l'évangile de Marc, Bruxelles, Palais des Académies, 1979.
- La relève apocalyptique du messianisme royal, T. I. La Royauté, le Règne, le Royaume de Dieu, dans le cadre de la Relève apocalyptique, Leuven, University Press, 1979.
- La relève apocalyptique du messianisme royal. T. II. Le fils de l'homme vétéro - et intertestamentaire, Leuven University Press / Peeters, 1983.